# Grégory Pujol
Grégory Pujol (Parijs, 25 januari 1980) is een voormalig Franse voetballer. Hij speelde hij voor FC Nantes, RSC Anderlecht, CS Sedan, Valenciennes FC en Gazélec FCO Ajaccio.

## Carrière
Grégory Pujol is een aanvaller. Tijdens het seizoen 2001/02 mocht hij voor de eerste keer meespelen met het A-elftal van FC Nantes. Het was meteen zijn Europese debuut, want hij mocht invallen in een wedstrijd van de Champions League. Nantes nam het in die partij op tegen Galatasaray SK en verloor met 0-1. Pujol verving toen net voor affluiten Hassan Ahamada. Een seizoen later gunde Raynald Denoueix de jonge Fransman heel wat gelegenheden om zich te bewijzen. Veel doelpunten maakte Pujol nooit, maar een harde werker was hij wel. In de zomer van 2005 haalde Franky Vercauteren, de toenmalige trainer van RSC Anderlecht, hem naar België. Vercauteren speelde zelf ooit nog voor FC Nantes en kende de club dus maar al te goed.
Anderlecht huurde Pujol voor de periode van één seizoen. In de heenronde speelde hij amper en ook in de terugronde leek er weinig plaats voor de Fransman. Maar de Argentijnse titularis Nicolas Frutos raakte al gauw geblesseerd, waardoor Pujol dan toch zijn kans kreeg. Het leverde ook zijn eerste doelpunt op en een week later voetbalde hij zich nog meer in de aandacht. Pujol scoorde een zuivere hattrick en lag zo aan de basis van de 5-0 zege tegen KVC Westerlo. Even leek er in Anderlecht toch nog een toekomst voor de aanvaller weggelegd, maar lang duurde het enthousiasme rond zijn persoon niet. Anderlecht speelde kampioen en enkele weken later vertrok Pujol naar CS Sedan.
Bij Sedan werd hij een vaste waarde en was hij goed voor negen doelpunten. Het leverde hem een transfer op naar Valenciennes FC, waar hij eveneens regelmatig mag spelen. Pujol speelde uiteindelijk meer dan 200 wedstrijden voor Valenciennes. In 2014 verhuisde hij naar tweedeklasser Gazélec FCO Ajaccio, waar hij twee jaar later zijn spelerscarrière beëndigde.